# Serrasalmus hollandi
Serrasalmus hollandi ist eine Sägesalmlerart aus dem tropischen Südamerika. Den Artzusatz hollandi wählte Eigenmann für seinen Freund William Jacob Holland, den damaligen Direktor des Carnegie Museum of Natural History.

## Beschreibung
Die Tiere erreichen eine maximale Standardlänge von 18,5 Zentimeter. Nach Eigenmann ist die Körperform gestreckt und seitlich abgeflacht. Das dorsale und ventrale seitliche Profil ist in etwa gleich, das Rückenprofil über dem Auge jedoch etwas eingedrückt. Die Schnauze ist nur etwas stumpf, der Unterkiefer kaum vorgestreckt. Auf den Gaumen sitzen jeweils 5 gut entwickelte Zähne. Auf den Seiten befinden sich zahlreiche kreisrunde Flecken von etwa der Größe der Pupille. Ein eckiger Humeralfleck (Schulterfleck), größer als die anderen, runden Flecken, ist vorhanden. An der Basis der Schwanzflosse befindet sich ein V-förmiger Fleck. Es sind 37 gut entwickelte Serrae vorhanden. Nach Jégu und Mendes Dos Santos hat Serrasalmus hollandi 76 bis 95 Schuppen auf der Seitenlinie, 20 bis 27 Serrae vor dem Beginn der Bauchflossen (Ventrale, prepelvic serrae), 7 bis 9 einfache Serrae nach den Bauchflossen (postpelvic serrae) und 1 präanalen Stachelstrahl.
Auf der Schwanzflosse (Caudale) befindet sich proximal (zum Rumpf hin) bei jungen Exemplaren bis zu einer Länge von 13 cm SL ein schwarzes Band, das sich mit zunehmender Körperlänge fast über die ganze Schwanzflosse ausdehnt. Lediglich terminal (am Ende) verbleibt ein farblos durchsichtiges (hyalines) Band.
- Flossenformel: Dorsale II/14, Anale III/29[5]

## Verbreitung
Serrasalmus hollandi kommt im Amazonas- und Rio Madeira-Stromgebiet vor. Ein Vorkommen in Guayana ist ungewiss. Typenfundort ist Rio Guaporé bei Maciél, Brasilien.

## Lebensweise
Über die Lebensweise von Serrasalmus hollandi ist nur wenig bekannt. Nach einer Felduntersuchung kommt die Art oft in trüben, mit hoher Sedimentfracht beladenen Flüssen vor, die in den Anden entspringen. Nach einer Fachpublikation ist Serrasalmus hollandi ein Allesfresser, im Magen fand sich eine Mischung aus Fischschuppen und -flossen sowie pflanzliches Material.